# Algameca
Algameca ist ein Ort in der autonomen Gemeinschaft Murcia in Spanien. Er gehört der Provinz Murcia und der Stadt Cartagena an. Im Jahr 2015 lebten 75 Menschen in Algameca, von denen 70 männlich und 5 weiblich waren.

## Lage
Algameca liegt etwa 7 Kilometer südlich von Cartagena und etwa 56 Kilometer südlich von Murcia. Der Ort liegt an der Bahía de Cartagena.